# Donald Watson
Donald Watson (* 2. September 1910 in South Yorkshire; † 16. November 2005 in Cumbria) war 1944 Gründer der Vegan Society und Erfinder des Wortes „vegan“.

## Veganismus
Sein Interesse für Veganismus fing bereits an, als er sehr jung war. So war er oft auf dem Bauernhof seines Onkels zu Besuch. Dies schilderte er folgendermaßen:

„Ich war umgeben von interessanten Tieren. Sie ‚gaben‘ alle etwas: Ein Pferd zog den Pflug, ein anderes zog den Einspänner, die Kühe gaben Milch, die Hennen gaben Eier und der Hahn war eine nützliche Alarmanlage – zu dieser Zeit hatte ich noch nicht erkannt, dass er auch noch eine andere Funktion innehatte. Die Schafe gaben Wolle. Ich konnte nie verstehen, was die Schweine hergaben, aber sie waren so freundliche Kreaturen – immer froh, mich zu sehen.“

Zu welchem Zweck die Schweine dienten, erkannte er, als er sah, wie eines geschlachtet wurde – was sein Leben grundlegend veränderte. Im Alter von 14 Jahren wurde er Vegetarier; er hatte sich zum Neujahrstag 1925 spontan dazu entschlossen. In den 1940er Jahren wurde er dann zum Veganer, nachdem er sich über die Produktion von Milch kundig gemacht hatte.
1944 gründete er zusammen mit ein paar Freunden die Vegan Society. Einer unter ihnen erwähnte ein Wort, das ihre Lebensweise beschreiben sollte. Watson schlug jedoch den Begriff „vegan“ vor, indem er die drei ersten und die beiden letzten Buchstaben des englischen Wortes vegetarian (deutsch „vegetarisch“) verwendete. Dies sollte den Anfang und das Ende in Bezug auf Vegetarismus verdeutlichen. Dieser Ausdruck setzte sich innerhalb der Gemeinschaft schließlich durch.

## Lebenslauf
Watson wuchs als Sohn eines Schuldirektors auf und wurde in einer Bergbaugesellschaft von Mexborough im Süden von Yorkshire groß. In seiner unmittelbaren Umgebung waren Vegetarismus und Veganismus unbekannt. Allerdings ermutigten und unterstützten seine Eltern ihn und seine beiden Geschwister, einen selbständigen Weg im Leben zu gehen. Außerdem lehnte er jeglichen Konsum von Alkohol, Zigaretten oder anderen Suchtmitteln strikt ab. Als überzeugter Pazifist war er insbesondere während des Zweiten Weltkriegs heftigen Anfeindungen ausgesetzt.